# Euan Robertson
Euan Robertson (Euan James Robertson; * 14. Juni 1948 in Lower Hutt; † 11. Dezember 1995 in Auckland) war ein neuseeländischer Hindernisläufer.
Bei den British Commonwealth Games 1974 in Christchurch wurde er Fünfter, bei den Olympischen Spielen 1976 in Montreal Sechster und bei den Commonwealth Games 1978 in Edmonton Vierter über 3000 m Hindernis.
Bei den Crosslauf-Weltmeisterschaften kam er 1973 in Waregem auf den 15. Platz und holte mit der neuseeländischen Mannschaft Bronze, 1975 in Rabat wurde er Fünfter und gewann Mannschaftsgold. 1977 in Düsseldorf wurde er Sechster. Rang 17 bei den Crosslauf-WM 1979 in Limerick folgten Rang 58 bei den Crosslauf-WM 1981 in Madrid und Rang 155 bei den Crosslauf-WM 1983 in Gateshead.
Dreimal wurde er Neuseeländischer Meister über 3000 m Hindernis (1976, 1978, 1980) und je einmal über 10.000 m (1979) und im Crosslauf (1980).
Im Alter von 47 Jahren erlitt er während eines Trainingslaufs am Strand einen plötzlichen Herztod.

## Bestzeiten
- 1 Meile: 3:58,94 min, 26. August 1977, Berlin
- 3000 m: 7:50,92 min, 9. September 1977, London
- 3000 m Hindernis: 8:21,08 min, 28. Juli 1976, Montreal